# Фабрика Бачевських
Ю. А. Бачевський. Фабрика горілок, розолісів та лікерів (пол. J. A. Baczewski. Fabryka wódek, rozoli i likierów) — лікеро-горілчане підприємство родини Бачевських. Одне з найбільших підприємств мануфактурного типу Галичини XIX—XX століть.

## Історія

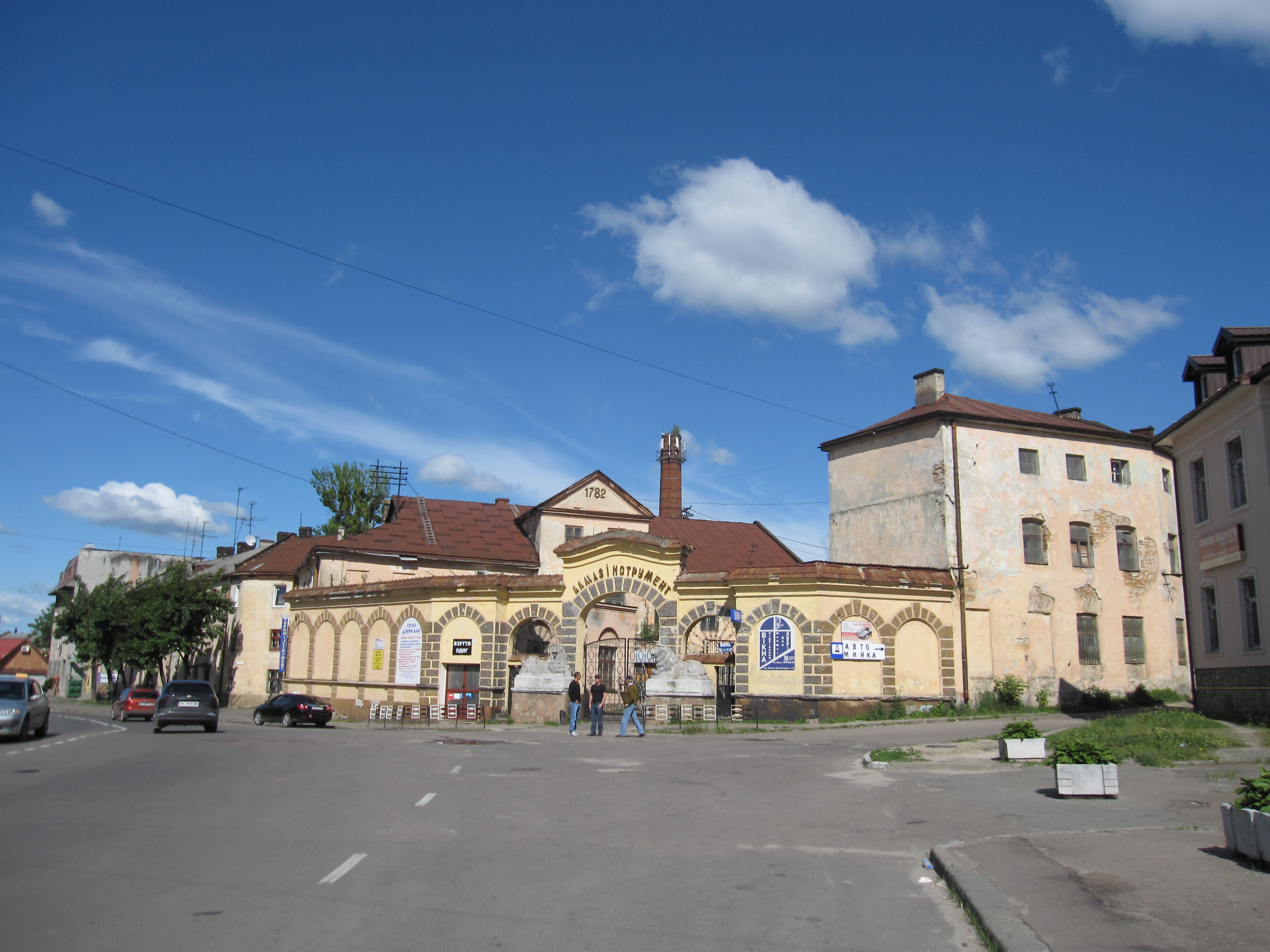
Колишня фабрика «J. A. Baczewski» при Жовківській рогатці

У 1782 році єврейський підприємець Лейба Бачелес у селі Вибранівка біля Львова закладає ґуральню, яка швидко перетворюється у велике підприємство. 
У 1810 році власником фабрики стає онук Лейби — Леопольд Бачевський, який переносить виробництво до села Знесіння на околиці Львова. Ліквідація австрійською владою обмежень на підприємницьку діяльність для євреїв, котра існувала у польські часи, дала можливість Леопольду значно розширити власну справу. Після його смерті у 1857 році, власниками родинного бізнесу стали дружина Леопольда Бачевського Дебора та його сини Юзеф Адам, Арнольд і Герман Бачевські. До смерті Дебори у 1875 році фабрика мала назву «Л. М. Бачевський. Майстер та Сини». 
1875 року одноосібним власником фірми став Юзеф Адам Бачевський. 1876 року підприємство Юзефа Адама досягає високого рівня у виробництві лікеро-горілчаної продукції та одержує статус «Цісарсько-королівська привілейована крайова фабрика» з дозволом використання в рекламі та на тарі власної продукції зображення австрійського цісарського орла, а сам Юзеф отримує почесний титул «Постачальник Цісарсько-Королівського (Імператорського) двору». За керівництва Юзефа Бачевського підприємство модернізується: впроваджуються найсучасніше, як на той час, обладнання (нові технологічні лінії, придбані у Франції та Нідерландах) та технологій. Продукція фабрики Бачевських експортується до Франції, Британії, Італії та Німеччини. За фабрикою закріплюється назва «Ю. А. Бачевський. Фабрика горілок, розолісів та лікерів» і торгова марка «J. A. Baczewski». Будується власний спиртзавод. Юзеф Бачевський був одним із перших підприємців Центральної Європи, який провадив масштабну маркетингову політику. Щоби його горілки та лікери відрізнялися від інших марок, доступних європейцям, він наказав весь експортний алкоголь продавати в кришталевих карафах замість пляшок. З часом всі пляшки фірми були замінені на карафи.

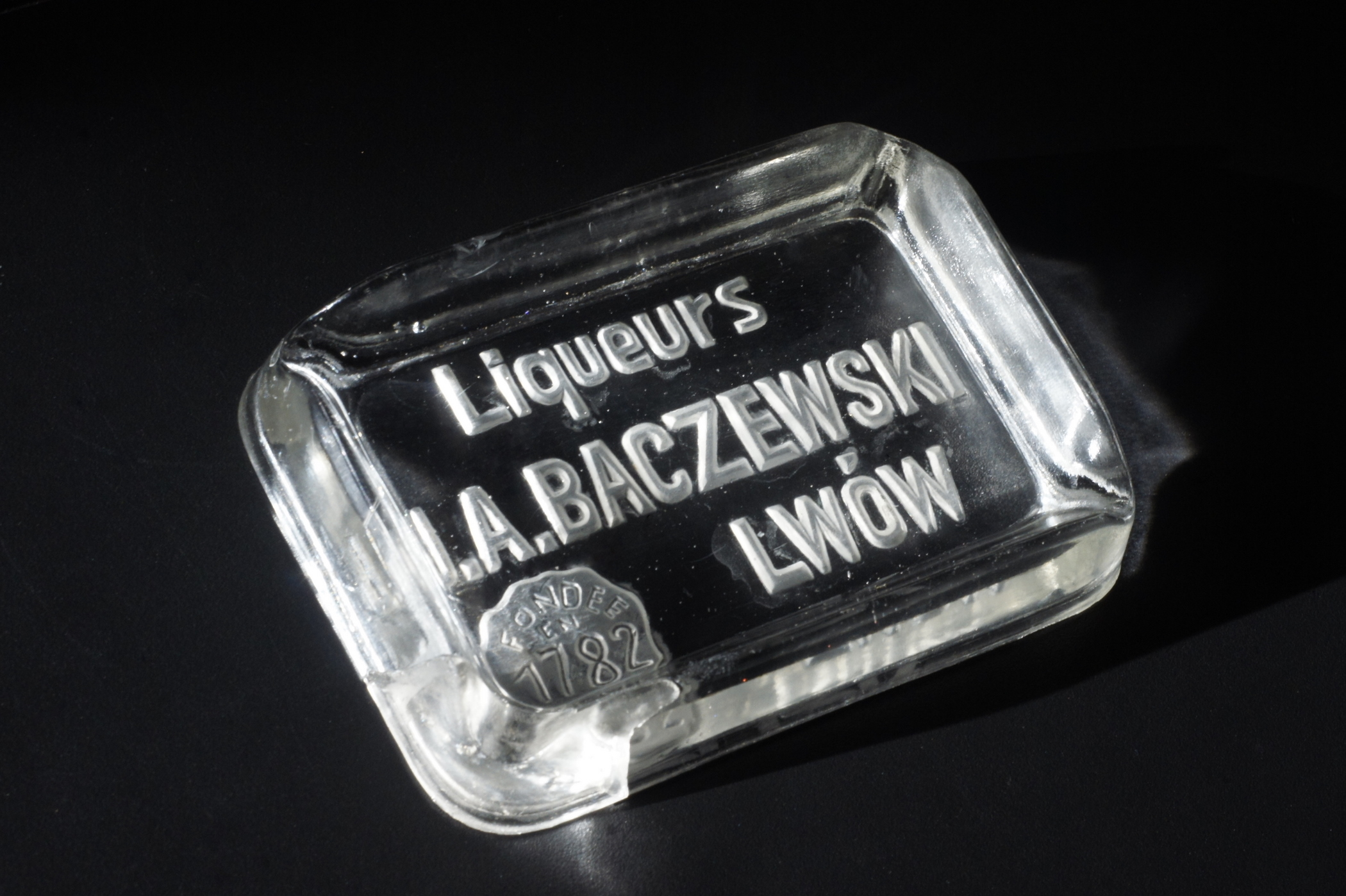
Попільничка з рекламою фірми Бачевських (міжвоєнний період)

Продукція отримує низку відзнак та нагород, зокрема на виставках у Відні (1866), Амстердамі та Альтоні (1869), Москві (1872), Відні і Лондоні (1873), у Парижі (1900).

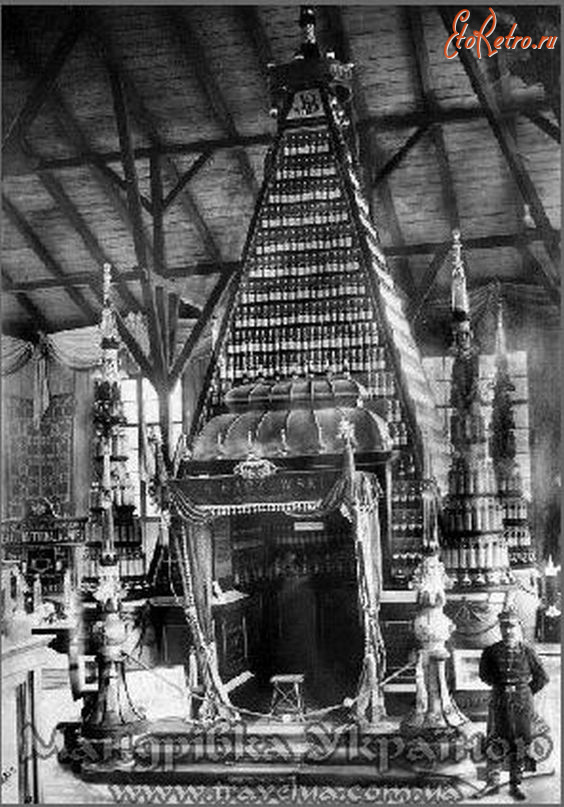
Павільйон фабрики «J. A. Baczewski» на Галицькій крайовій виставці 1894 року

У 1881 році від Головного двірця до фабрики Бачевських провели лінію кінного трамваю. 1894 року, під час Галицької крайової виставки у Львові збудований у вигляді карафи павільйон компанії «J. A. Baczewski» був визначений як найцікавіша експозиція та виявився найчастіше відвідуваним.
Маркетингова стратегія Я. А. Бачевського також обіймала рекламу в пресі, у вигляді листівок та афіш.

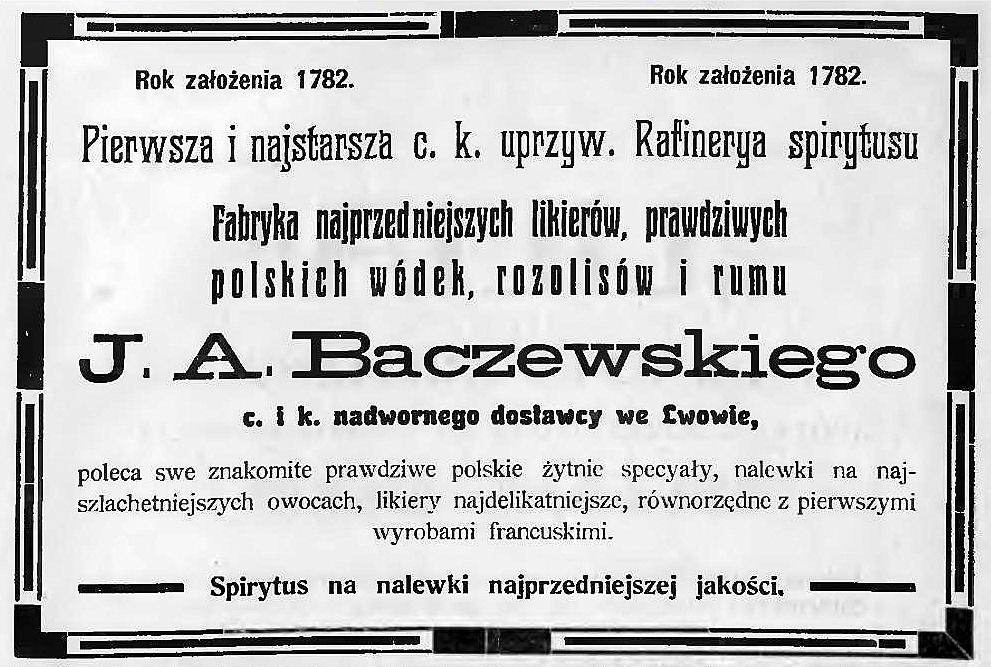
Рекламне оголошення фабрики «J. A. Baczewski» (1912)

Продукція фірми отримала золоту медаль на крайовій виставці промислової та сільськогосподарської продукції в Бучачі 3—17 вересня 1905 року.
Відомий польський письменник Станіслав Лем, який виріс у Львові, особливо захоплювався павільйоном Бачевського на Східних Торгах, про що пише у своєму автобіографічному романі «Високий замок»: «Стрийський парк мав плутану топографію, а ще багатонадійне сусідство виставкового терену Східних Торгів. Узимку та влітку над ним панувала вежа Бачевського, чотирикутна, викладена зусібіч батареями кольорових пляшок, наповнених якоюсь рідиною. Мене страшенно цікавило, чи там справжній лікер, а чи лише фарбована вода, проте цього не знав ніхто… Я згадую Східні Торги. Я любив ходити на їхню територію, коли там було порожньо й безлюдно. Тоді великі павільйони з брудними шибами виглядали дивно. Особливим місцем для мене був найдовший напівокруглий павільйон, який облямовував півколом павільйон Бачевського (отой, викладений пляшками з лікером). Ставши під вежею Бачевського, можна було розбудити приспаний місяць. Варто було доволі сильно плеснути в долоні, як місяць повторювався чотири, п'ять і навіть шість разів, так само, як і кожен вигук. Причім між тими, щоразу слабшими відлуннями збігало незвично багато часу. Здавалося, вони завмирають, зі щораз більшими труднощами долітаючи із дедалі більшої відстані. Я стояв там холодними днями погідної осені, пильно вслухаючись в агонію останніх відлунь, у них було щось діткливе, таємниче й водночас невимовно жалісне. Я, звичайно, знав, у чому полягає механізм відображення звукової хвилі, проте це не мало нічого спільного з винятковим чаром цього місця».

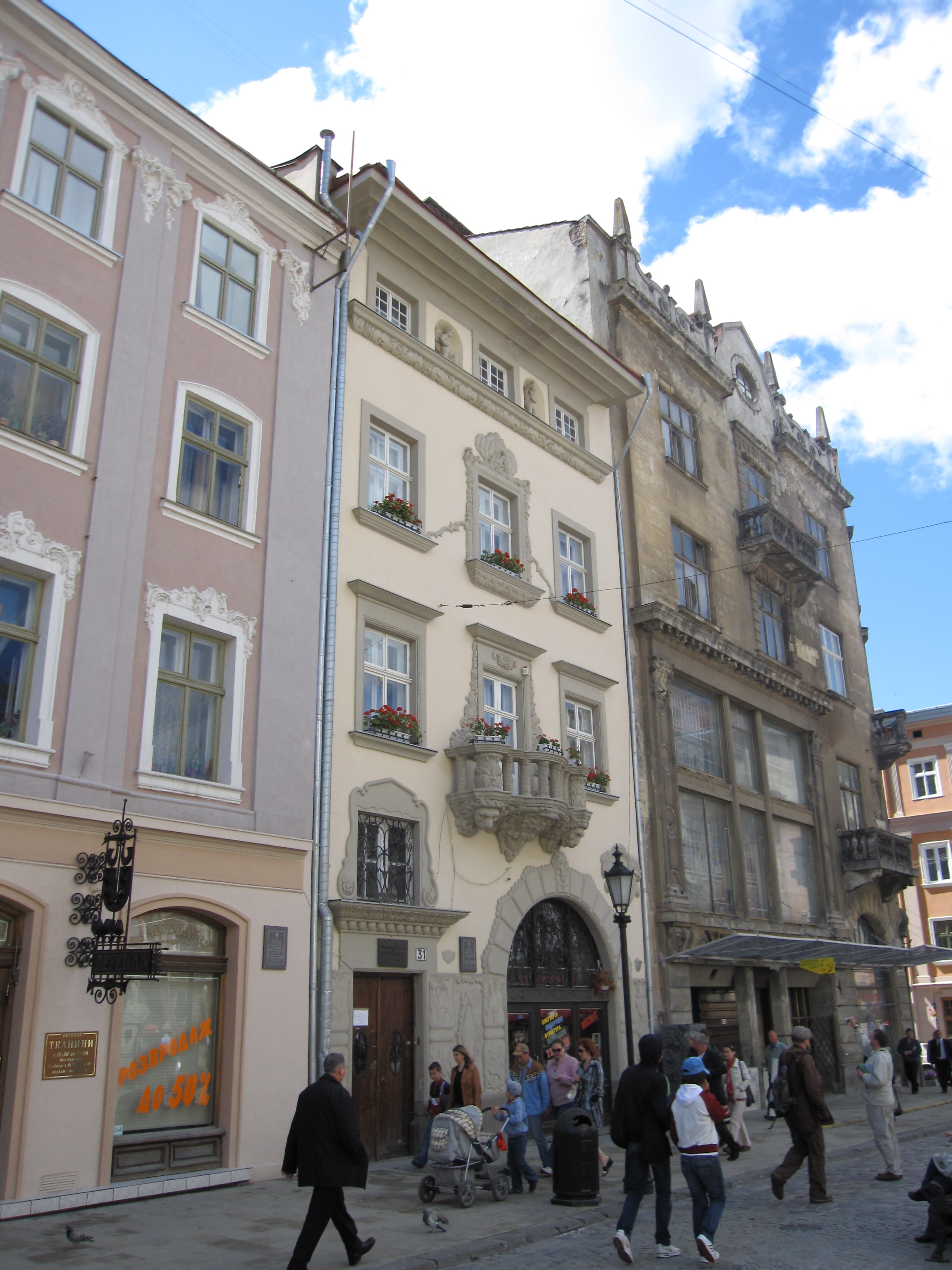
Колишня кам'яниця Реґульовська на площі Ринок, 30 у Львові належала родині Бачевських

Після смерті Юзефа фабрику очолюють його сини — Генрик та Леопольд. 1902 року Генрик Бачевський придбав кам'яницю на площі Ринок, 30. На першому поверсі облаштував фірмову крамницю родинної фірми. Крім, крамниці тут також містився склад готової продукції. 
На момент проголошення II Речі Посполитої компанія мала дуже добре реноме, і брати вирішили й надалі презентувати фірму батьковим ім'ям замість того, щоби замінити його на імена спадкоємців. У міжвоєнний період компанією керував син Леопольда — Стефан Бачевський. Для збереження ціни та якості продукції він вирішив не збільшувати обсягів виробництва. А для просування її найдорожчих марок — підписав контракти з двома польськими трансатлантичними лайнерами — «Piłsudski» та «Polonia». Він був також першим виробником алкоголю, чию продукцію споживачам щодня доставляли літаками (у 1930-х роках лікери Бачевського літаки доправляли до Парижу, Відня та Праги). У цей час алкоголь фірми Бачевських належав до двох найпопулярніших експортних товарів Польщі. Його популярність була такою, що у тогочасній польській літературі бренд «Baczewski» використовували як синонім до слова «горілка». Асортимент фабрики включав хлібну горілку, старку, розоліс (гіркі настоянки), лікери, наливки, ром. Всього понад 100 найменувань.
Цікавим прикладом маркетингу Бачевських була наліпка на пляшках зі 40 % горілкою, де писалося, що «єдиною горілкою порівнянної якості є вироблена фірмою «Pierre Smirnoff» у Росії». Львівська фабрика «Smirnoff» пропонувала серії подібних лейблів. Провідними продуктами фабрики Бачевських були горілки «Monopolowa» та «Perła» (до речі, у сучасному Львові великою популярністю користується місцева горілка «Перлова»).

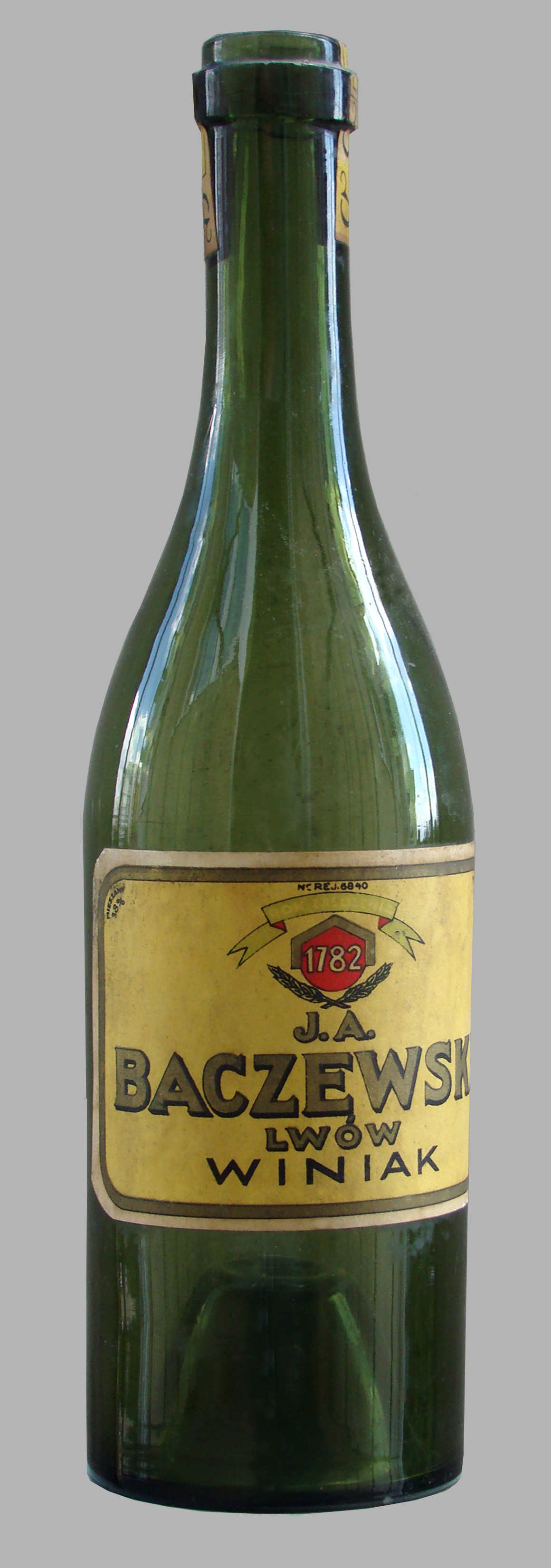
Продукція фабрики — оригінальний виняк, 1939 року

Підприємство активно працювало та розвивало мережу аж до 1939 року, коли на початку другої світової війни фабрика була піддана бомбардуванню авіацією Люфтваффе, а решту обладнання та запасів розграбували більшовики. Доля останніх співвласників фабрики — Стефана та Адама Бачевських склалася трагічно. 1939 року обидвох Бачевських було заарештовано НКВС та 1940 року розстріляно разом з польськими офіцерами у Катині. У 1939—1941 роках тут розташувався львівський лікеро-горілчаний завод № 3, один із заводів горілчано-лікерного тресту. 
Після 1945 року нащадки Юзефа Адама Бачевського відновили діяльність фабрики у Відні, яка виробляє алкогольні напої під брендом «J. A. Baczewski». 2011 року марка «J. A. Baczewski» повернулася на алкогольний ринок Польщі — зі спеціально для цієї оказії розробленими оригінальними (відмінними від тих, що йдуть на інші європейські ринки) пляшками у формі карафок та етикетками. 2015 року на вул. Шевській, 8 у Львові було відкрито «Ресторацію Бачевських».
По війні на території колишньої фабрики Бачевського у Львові створено спочатку львівський машинобудівний завод «Головпродмаш», що спеціалізувався на виробництві обладнання для харчової промисловості. 1965 року завод «Головпродмаш» реорганізовано у «Львівський завод штучних алмазів і алмазного інструменту». У 2018 році будівельна компанія «Ріел» викупила акції «Алмазінструменту» та земельну ділянку, на якій розташовувався завод. Таким чином, завод «Алмазінструмент» припинив своє існування. На території колишнього заводу, що на вул. Хмельницького, 116 планують збудувати новий житловий квартал з громадськими приміщеннями, садочком та паркінгом. Усі історично цінні будівлі на території колишнього заводу буде відреставровано.

## Архітектура
У першій половині XIX століття за проєктом архітектора Фридерика Баумана в межах колишнього підміського села Знесіння був збудований палац Целецьких. Ймовірно, від того часу збереглися скульптури левів, що й нині розташовані по обидва боки вхідної брами. Згодом палац Целецьких придбав Леопольд Максиміліян Бачевський, куди переніс своє виробництво з Вибранівки. 1908 року архітектор Владислав Садловський у стилі раціонального модерну здійснив реконструкцію давнього палацу з добудовою нових корпусів фабрики. Реконструкція також торкнулася й вхідної брами фабрики.